# Pseudanophthalmus hubrichti
Pseudanophthalmus hubrichti är en skalbaggsart som beskrevs av Valentine. Pseudanophthalmus hubrichti ingår i släktet Pseudanophthalmus och familjen jordlöpare. Inga underarter finns listade i Catalogue of Life.